# Junius (banda)
Junius es una banda de rock estadounidense. Fue formada en Boston, Massachusetts en 2003. Está compuesta por Joseph E. Martínez, vocalista principal y guitarrista, y  Dana Filloon, baterista. Lanzó cuatro EPs y tres álbumes de estudio. El nombre del grupo proviene del seudónimo de un escritor político que vivió a finales del siglo XVIII.

## Historia

### Formación y primeros años (2003 – 2008)
El primer lanzamiento de Junius consistió en dos EPs bajo el sello discográfico Radar Recordings: Forcing Out the Silence (2004) y Blood is Bright (2006). En 2007, ambos EPs fueron reeditados en un solo álbum del mismo nombre que la banda, Junius. Este álbum fue también lanzado por Radar Recordings. Durante este tiempo, el grupo fue intercambiando bajistas hasta encontrar un bajista en base permanente, Joel Munguia, cuyo primer reconocimiento fue en el tercer EP de la banda, The Fires of Antediluvia, el cual fue lanzado en mayo de 2007.

### The Martyrdom of a Catastrophist(2009 – 2011)
El siguiente álbum de la banda, The Martyrdom of a Catastrophist, fue lanzado el 10 de noviembre de 2009 bajo la discográfica The Mylene Sheath en Estados Unidos y bajo la discográfica Make My Day Records en Europa. El álbum estuvo inspirado por los textos del teorista Immanuel Velikovsky y tardó casi tres años en ser completado. Junius produjo The Martyrdom of a Catastrophist en los estudios A&M Records en Hollywood (ahora conocidos como Henson Recording Studio) durante el curso de un año, en un "ambiente guerrillero", durante las horas libres cuando el estudio no estaba reservado (la banda ha bromeado que fueron echados por todos, desde Akon hasta Bruce Springsteen). El álbum fue grabado por Kevin Mills y Tom Syrowski (Weezer, AFI), y masterizado por Dave Collins (Danny Elfman, Black Sabbath). También incluye un libro de 24 páginas que contiene trabajo gráfico de  Drew Speziele (Circle Takes the Square) y el ilustrador Matt Gauck. El 20 de mayo de 2011 se anunció que Junius haría un cover de la canción "Firehead" de Hum, cover que sería incluido en el álbum a tributo Songs of Farewell and Departure: A Tribute to HUM, el cual fue lanzado el 6 de septiembre de 2011. 3 semanas después, el 27 de septiembre, Junius lanzó un EP en colaboración con la banda Rosetta, el cual contiene la pista "A Day Dark with Night".

### Reports from the Threshold of Death(2011 – 2014)
El 25 de octubre de 2011, Junius lanzó su segundo álbum Reports from the Threshold of Death. Fue lanzado y distribuido a través de Prosthetic Records. En 2012, en paralelo con el lanzamiento de su álbum, Junius realizó una gira a través de Europa, Escandinavia y el Reino Unido, en conjunto con Katatonia y Alcest, tocando en más de 20 países. Junius lanzó su primer videoclip musical de la canción "All Shall Float", el cual debutó en Alternative Press el 4 de febrero de 2012. El 10 de abril, lanzaron su segundo vídeo musical para la canción "Betray the Grave" vía Noisecreep. En una entrevista con Blistering, la banda declaró que su próximo trabajo estaba en un "estadio conceptual" y que deseaban continuar su tour a lo largo de 2012. Luego de completar su tour de 2013 por Norteamérica, la banda se puso a trabajar en su siguiente EP. Mediante su página web oficial se informó que el nombre del EP sería Days of the Fallen Sun y que sería lanzado el 18 de febrero de 2014, nuevamente en conjunto con Prosthetic Records. Según Repasch-Nieves (guitarrista de la banda), el grupo había empezado el proceso de escritura para su tercer álbum de estudio con la esperanza de un lanzamiento a finales de 2014.

### Eternal Rituals for the Accretion of Light(2017 – actualidad)
Junius lanzó su tercer álbum de estudio, Eternal Rituals for the Accretion of Light, el 3 de marzo de 2017. Fue lanzado y distribuido por Prosthetic Records. Rolling Stone lanzó el primer vídeo musical del álbum, "The Queen's constellation", el 27 de enero de 2017 bajo la dirección de Josh Graham. El segundo videoclip, de la canción "Clean the Beast", fue lanzado el 14 de febrero. Finalmente, el 28 de febrero lanzaron el tercer video, perteneciente al tema "A Mass for Metaphysicians", a través de Metal Hammer Magazine.
Martínez escribió todas las canciones por su cuenta antes de comenzar a trabajar en el estudio con Filloon en las batería. Este álbum también cuenta con la presencia de Drew Speziale de Circle Takes the Square, quien aportó un coro alternativamente suave y gritos en varias canciones. Eternal Rituals for the Accretion of Light está basado en Initiation, el libro semiautobiográfico de la mística, practicante de yoga y experta en reencarnación húngara, Elisabeth Haich. Martínez usó la obra como anteproyecto para contar la historia del "camino a la trascendencia" de un alma, comenzando con un comienzo y un final de una destrucción total del yo — un despegue hacia la muerte del ego. El álbum es el proyecto más "pesado" de la banda hasta la actualidad, lleno de traqueteos de guitarra y sintetizadores silbantes que climatizan con "Black Sarcophagus", su declaración de tesis doom metal. "Es solo otro camino del héroe a través de la conciencia de si mismo, determinación, peleas internas, humildad, dolor, sufrimiento, pasión, amor, telepatía y la transición a un estatus de hombre-Dios", dijo Martínez.

## Discografía
Álbumes de estudio
- The Martyrdom of a Catastrophist (2009)
- Reports from the Threshold of Death (2011)
- Eternal Rituals for the Accretion of Light (2017)

EPs
- Forcing Out the Silence (2004)
- Blood is Bright (2006)
- The Fires of Antediluvia (2007)
- Junius / Juarez (En colaboración con Juarez) (2010)
- Junius / Rosetta (En colaboración con Rosetta) (2011)
- Days of the Fallen Sun (2014)

Álbumes compilatorios
- Junius (2007)

## Miembros
Miembros actuales
- Joseph E. Martínez – voz, letra, guitarra, sintetizador (2003 – actualidad)
- Dana Filloon – batería (2003 – actualidad)

Exmiembros
- Michael Repasch-Nieves – guitarra (2003–2015)
- Joel Munguia – bajo (2006–2018)
- Ira Bronson – bajo (2006)
- Keiffer Infantino – bajo (2004–2006)
- Dave Soucy – bajo (2004)
- Will Benoit – bajo (2003–2004)

Miembros en tours
- Drew Speziale – guitarra (2016 – actualidad)
- Justin Forrest Trujillo – batería (2012–actualidad)